# Nelu (film)
Nelu este un film românesc realizat in 1987 si lansat in 1988,  scris de Dumitru Radu Popescu și regizat de Dorin Mircea Doroftei (debut regizoral). Rolurile principale au fost interpretate de actorii Mihai Brătilă, Melania Ursu, Tora Vasilescu, Manuela Ciucur, Mihai Cafrita, Radu Duda, Mihai Mălaimare, Florin Zamfirescu, Virgil Andriescu și Tudorel Filimon.

## Prezentare
Nelu este un copil de 13 ani care suferă din cauza despărțirii părinților săi si a faptului ca tatal sau intra la inchisopare pentru un presupus furt. Convins de nevinovatia lui si dezamagit ca mama pare sa-si fi gasit mult prea repede un inlocuitor, copilul fuge de acasa si se refugiaza intr-o casa de copii care pare (este?) mai degraba o materializare a ideii lui despre cum ar trebui sa arate lumea, decat realitatea. Aici cunoaste cateva personaje - profesori, un militian atipic si administratoarea institutiei, o femeie apriga ce pare sa tina lumea aceasta restransa in echilibru, dandu-i coerenta - care devin sprijininul si complicii lui in tentativa de a dovedi nevinovatia tatalui. Intoarcerea la lumea mare, reala, atunci cand este invitat la nunta mamei cu Temistocle, amantul aparut de nicaieri, este mai degraba o intoarcere prin "Valea plangerii". Infruntarea celor trei va duce la un deznodamant rapid si la aflarea adevarului, dar prima victima a acestuia va fi insusi Nelu...

## Distribuție
- Mihai Brătilă ca Nelu[2]
- Melania Ursu ca Veta
- Tora Vasilescu ca Irina, mama lui Nelu
- Manuela Ciucur ca Dana, profesoara de biologie
- Radu Duda ca Nelu militianul
- Mihai Mălaimare ca profesorul de muzică
- Mihai Cafrita ca doctorul Petrica "Mămăligaru"
- Florin Zamfirescu ca Aurel, tatal lui Nelu
- Virgil Andriescu ca Temistocle
- Dan Condurache ca "Ochelaristul" (procurorul)
- Tudorel Filimon ca Grasone
- Oana Ștefănescu ca Pistruiata
- Geo Popa ca militianul din plăcintărie
- Papil Panduru ca Vasile
- Cântă Mădălina Manole - debut cinematografic.

## Premii
Filmul a fost bine primit de către critică și public. În 1988, la Festivalul Filmului Pentru Tineret de la Costinești, regizorul a fost distins cu Premiul "Opera Prima" (ex-eqvo, impreună cu regizorul Angel Mora - "Rezervă la start") iar Mihai Brătilă a primit Premiul pentru debut - Mențiune. De asemenea, Asociația Cineaștilor din România (ACIN) a acordat regizorului Premiul „Opera Prima” pe anul 1988.